# پیز لاگالب
پیز لاگالب (به لاتین: Piz Lagalb) یک کوه در سوئیس است که در کانتون گراوبوندن واقع شده‌است. پیز لاگالب ۲٬۹۵۹ متر بالاتر از سطح دریا واقع شده‌است.